# Доброе (Суворовский район)
Доброе — село в Суворовском районе Тульской области России. 
В рамках административно-территориального устройства является центром Добринской сельской территории Суворовского района, в рамках организации местного самоуправления входит в Северо-Западное сельское поселение.

## География
Расположено у реки Ока, в 84 км к западу от центра города Тулы и в 12 км к северо-западу от центра города Суворов.

## Население
| 2002 | 2010 |
| ---- | ---- |
| 209  | ↗229 |